# 서울로봇고등학교
서울로봇고등학교(Seoul Robotics High School)는 대한민국 서울특별시 강남구 일원동에 위치한 공립 고등학교이다.

## 학교 연혁
- 1994년 1월 : 강남공업고등학교 설립 인가(전자기계과 4학급, 금형설계과 2학급, 금속과 2학급, 디자인과 2학급)
- 2004년 10월 : 특성화고등학교 지정 서울로봇고등학교(자동화로봇과, 로봇제어과, 마이크로로봇과, 로봇자료과, 인테리어디자인과)
- 2005년 3월 : 서울로봇고등학교 교명 변경
- 2011년 6월 : 로봇관 준공
- 2011년 12월 : 로봇분야 산업수요맞춤형(마이스터고) 지정(첨단로봇과 8개 학급)
- 2013년 3월 : 마이스터 제1회 신입생 입학(첨단로봇과)
- 2014년 7월 : 예성관(기숙사) 준공
- 2020년 3월 : 제8대 강상욱 교장 취임
- 2021년 1월 : 제25회 졸업식(마이스터고 6기 151명 졸업) 졸업생 총계 6,431명
- 2021년 3월 : 제28회 입학식(로봇분야 마이스터고 9기 159명)

## 설치 학과
- 첨단로봇설계과
- 첨단로봇제어과
- 첨단로봇시스템과
- 첨단로봇정보통신과

## 참고 자료
- 서울로봇고등학교 - 한국교육학술정보원 학교알리미